# 낙산사
낙산사 (洛山寺)는 대한민국 강원특별자치도 양양군 오봉산에 있는 사찰로 대한불교조계종 제3교구 본사 신흥사의 말사이다. 강원특별자치도 영동 지방의 빼어난 절경을 뜻하는 관동팔경 가운데 하나이다. 671년 신라의 승려 의상이 창건하였으며, 이후 여러 차례 중건, 복원과 화재를 반복하여 겪었다. 2005년 산불의 피해를 입어 여러 문화재가 훼손되기도 하였다. 사내에 칠층석탑(보물 499호), 건칠관음보살좌상(보물 1362호), 해수관음공중사리탑 및 사라장엄구 일괄(보물 1723호) 등의 문화재가 있다. 2005년 화재로 보물 479호였던 낙산사 동종이 융해, 소실되어 문화재 지정이 해제되었다. 화재 이후 낙산사는 몇 년에 걸쳐 복원 공사를 벌여 지금의 모습을 갖추었다. 양양군의 대표적 관광 명소 이기도 하며, 지역 사회의 큰 영향력을 행사하는 곳이기도 하다.

## 역사
| “ | 昔 義湘法師始自唐来還 聞大悲真身住此海邊崛内 故因名洛山 盖西域寳陁洛伽山 옛날에 의상법사가 당나라에서 돌아와 대비(관음보살)의 진신(사리)이 이 해변의 굴 속에 있다고 들었기에 이름을 낙산이라고 지었다. 이는 서역에 보타락가산이 있기 때문이다. | ” |
|   | — 《삼국유사》, 권 제3, 제4 탑상, 낙산이대성 관음 정취 조신 |   |

671년(신라 문무왕 11년) 의상이 ‘관음보살’의 진신이 이 해변의 굴 안에 머문다는 말을 듣고 굴 속에 들어가 예불하던 중 관음보살이 수정으로 만든 염주를 주면서 절을 지을 곳을 알려 주어 이곳에 사찰을 창건하고 ‘낙산사’라 하였다 한다. 858년 신라 헌안왕 2년 범일대사가 중창하였으나 1231년 몽골의 침입으로 소실되었다.
1467년 조선 세조는 금강산을 둘러 보고 돌아오는 길에 낙산사가 몽골 전란으로 쇠락한 채 방치된 것을 보고 중창을 명령하였다. 중창은 학열(學悅)이 책임지었고, 칠층석탑이 이 때 지어졌다. 1469년(예종 1년) 정희왕후가 세조를 위해 발원하여 범종을 만들었다. 건칠관음보살상도 이 무렵에 제작된 것으로 보인다.
성종 대에 이르러 학열이 노쇠하게 되자 절의 운영권을 두고 다툼이 있었다. 1477년 강릉대도호부사는 성종의 윤허를 받고 쟁송에 대해 입안을 내려 수도하는 수행승이 절의 운영권을 갖도록하였다.1489년 3월(음)산불로 불에 탔다.
임진왜란과 병자호란 때 화재를 겪었다.
다시 1624년 인조 원년, 9년(1631)과 21년(1643) 재차 중건이 있었으나 1777년 정조 원년 화재를 당하여 다음해 다시 중건하였다.

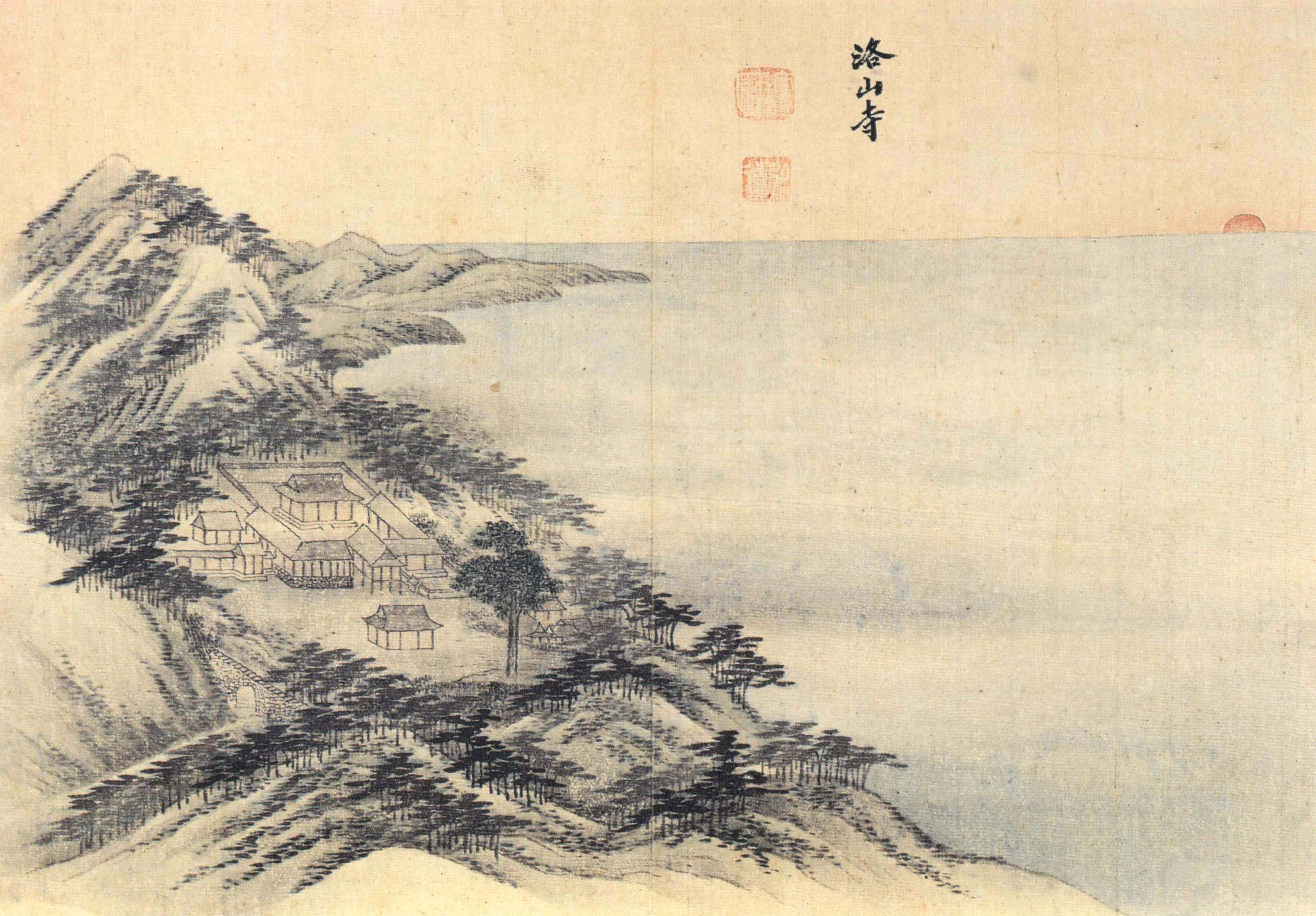
단원 김홍도의 금강사군첩 - 낙산사, 1788년

## 2005년 화재
6·25 전쟁 때 화재로 소실된 것을 1953년에 다시 지었지만, 2005년 4월 5일 23시 53분 경 강원특별자치도 양양군 양양읍 화일리에서 산불이 일어났다. 4월 5일 아침 산림청과 대한민국 국군은 헬기 10여 대를 긴급 투입해 진화 작업에 나섰다. 산불은 아침 7시 경 바람을 타고 낙산해수욕장까지 번졌고 오전 11시 20분 경 큰 불이 거의 잡힌 듯 보여 주민들은 속속 집으로 돌아와 가재 도구를 정리하기 시작했고 진화 작업을 위해 투입됐던 헬기는 고성 산불 진화를 위해 기수를 돌린다. 하지만 잦아지던 불길은 오후 1시경 강풍을 타고 되살아났으며 헬기도 양양으로 방향을 돌린다. 오후 2시 30분 양양군은 재난 경보를 발령했지만 15시 30분 낙산사에 산불이 확산되어 방화선이 무너졌고 산불이 일어난지 불과 1시간 만에 낙산사 대부분의 전각이 화재로 소실되었다. 4월 7일 양양군은 특별재난지역으로 선포된다. 이 화재로 21채의 건물이 불타고 보물 479호로 지정되어 있던 낙산사 동종이 소실되면서 보물에서 지정 해제되었다. 산불 이후 동종은 복원되었지만 다시 보물로 지정되지는 않았다. 이 때문에 보물 제479호는 결번으로 남아 있다. 낙산사 동종은 2006년 9월 29일 새로 주조되어 10월 13일 충북 진천에서 시험 타종을 거친 후, 10월 16일 낙산사에 안치되었다.

## 문화재
낙산사의 문화재로는 보물 3종, 사적 1종, 명승 1종, 강원특별자치도의 유형문화재 3종, 강원특별자치도의 문화재자료 1종이 있다. 2005년 화재로 소실된 낙산사 범종(구 보물 제479호)은 조선 예종이 아버지인 세조를 위해 조성한 동종으로 조각수법과 전체적인 모양이 아름다워 당대 한국 종을 대표하는 걸작으로 꼽혔지만 아쉽게도 화재로 녹아내려 옛 모습을 잃고 말았다.

### 보물
| 번호   | 사진 | 명칭과 설명 | 소재지                                           | 관리자 (단체)         | 지정일                | 참조 |
| 499호  |      | 양양 낙산사 칠층석탑 (襄陽 洛山寺 七層石塔) 조선이 유교를 국교로 삼으면서 불교가 쇠퇴하는 상황에서 지어진 7층 석탑은 고려시대의 여운이 남아 있는 석탑 가운데 하나이다.                                                      | 강원 양양군 강현면 낙산사로 100, 낙산사 (전진리) | 낙산사                | 1968년 12월 19일 지정 |      |
| 1362호 |      | 양양 낙산사 건칠관음보살좌상 (襄陽 洛山寺 乾漆觀音菩薩坐像) 낙산사 원통보전 안에 봉안된 관음보살 좌상이다. 낙산사가 중건될 당시 제작된 것으로 추정된다.                                                                     | 강원 양양군 강현면 낙산사로 100, 낙산사 (전진리) | 낙산사                | 2003년 2월 3일 지정   |      |
| 1723호 |      | 양양 낙산사 해수관음공중사리탑·비 및 사리장엄구 일괄 (襄陽 洛山寺 海水觀音空中舍利塔·碑 및 舍利莊嚴具 一括) 1692년 조선 숙종 18년에 승려 유골이나 사리를 모시기 위해 세워진 부도로 모신 사리의 주인공은 밝혀지지 않고 있다. | 강원 양양군 강현면 전진리 55                     | 대한불교조계종 낙산사 | 2011년 11월 1일 지정  |      |

- 지정해제

| 번호  | 사진        | 명칭과 설명             | 소재지                              | 관리자 (단체) | 지정일                                                                 | 참조 |
| 479호 | 소실전 모습 | 낙산사동종 (洛山寺銅鐘) | 강원 양양군 강현면 전진리 55 낙산사 | 낙산사        | 1968년 12월 19일 지정, 2005년 4월 5일 화재로 소실, 2005년 7월 7일 해제 |      |

### 사적
| 번호  | 사진 | 명칭과 설명                         | 소재지                                         | 관리자 (단체)         | 지정일                | 참조 |
| 495호 |      | 양양 낙산사 일원 (襄陽 洛山寺 一圓) | 강원 양양군 강현면 낙산사로 100, 일원 (전진리) | 대한불교조계종 낙산사 | 2008년 12월 18일 지정 |      |

### 명승
| 번호 | 사진 | 명칭과 설명                                            | 소재지                                 | 관리자 (단체)         | 지정일               | 참조 |
| 27호 |      | 양양 낙산사 의상대와 홍련암 (襄陽洛山寺義湘臺와紅蓮庵) | 강원 양양군 강현면 전진리 산5-2번지 등 | 대한불교조계종 낙산사 | 2007년 12월 7일 지정 |      |

### 강원특별자치도 유형문화재
| 번호 | 사진 | 명칭과 설명 | 소재지                          | 관리자 (단체) | 지정일                | 참조 |
| 33호 |      | 낙산사홍예문 (洛山寺虹霓門) 1467년 조선 세조 13년에 왕이 낙산사에 행차해 절 입구에 세운 무지개 모양의 돌문으로, 세조의 뜻에 따라 각 고을의 수령이 석재를 하나씩 내어 26개의 화강석으로 만들었다. | 강원 양양군 강현면 전진리 산5-2 | 낙산사        | 1971년 12월 16일 지정 |      |
| 34호 |      | 낙산사담장 (洛山僿垣墻) 낙산사 법당인 원통보전의 둘레를 사각으로 에워싸고 있는 담장이다. 세조가 낙산사를 고쳐 지을 때 처음 이 담장을 지었는데 대부분 터만 남아 있어 몇년 전 연결·보수를 끝냈다.  | 강원 양양군 강현면 전진리 55    | 낙산사        | 1971년 12월 16일 지정 |      |
| 48호 |      | 의상대 (義湘臺) 신라의 고승 의상(義湘)이 낙산사를 창건할 때 좌선하였던 곳이란 설화가 전해지는 곳으로 1925년 8각형 정자를 짓고 의상대라 명명하였다.                                               | 강원 양양군 강현면 전진리 산5-2 | 낙산사        | 1974년 9월 9일 지정   |      |

### 강원특별자치도의 문화재자료
| 번호 | 사진 | 명칭과 설명 | 소재지                         | 관리자 (단체) | 지정일              | 참조 |
| 36호 |      | 낙산사홍련암 (洛山寺紅蓮庵) 신라 문무왕 16년에 의상대사가 세운 불전으로, 의상대사가 붉은 연꽃 위에 나타난 관음을 직접 보고 대나무가 솟은 자리에 지었다는 설화가 전해 내려오고 있다. 홍련암은 석모도 ‘보문사’, 남해 금산의 ‘보리암’과 더불어 우리나라 3대 관음 도량으로 인정받는 곳이다. 의상대사의 좌절과 희망의 순간에 관음보살이 알려준 지점이 바로 이곳 홍련암이다. 대나무가 솟아있던 이곳에 의상이 암자를 지은 것은 676년 신라 문무왕 16년의 일이었는데, 1619년 조선 광해군 12년에 중건했다는 기록이 남아있다. | 강원 양양군 강현면 전진리 57-2 | 낙산사        | 1984년 6월 2일 지정 |      |

## 사진

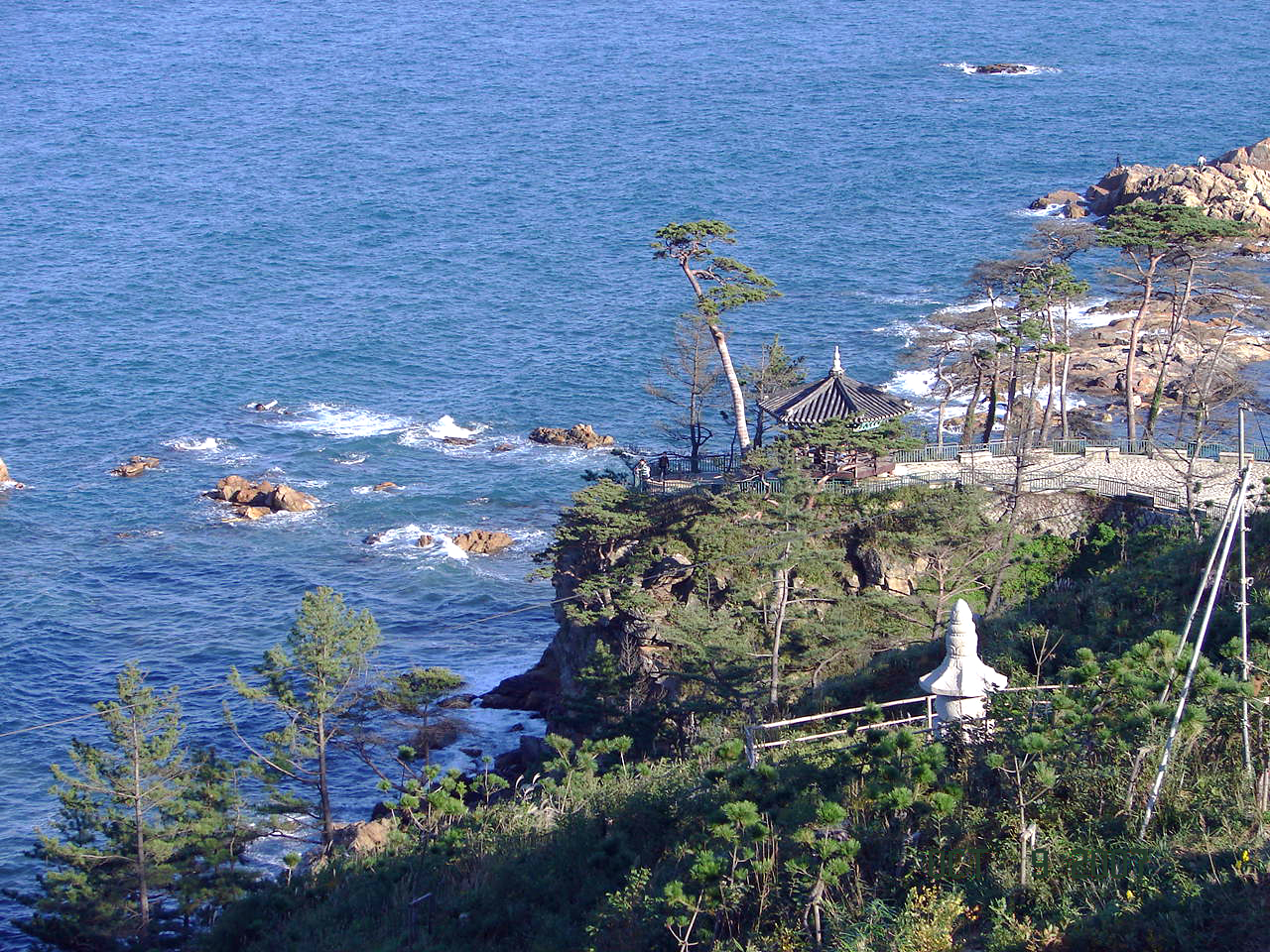
동해를 바라보고 있는 의상대
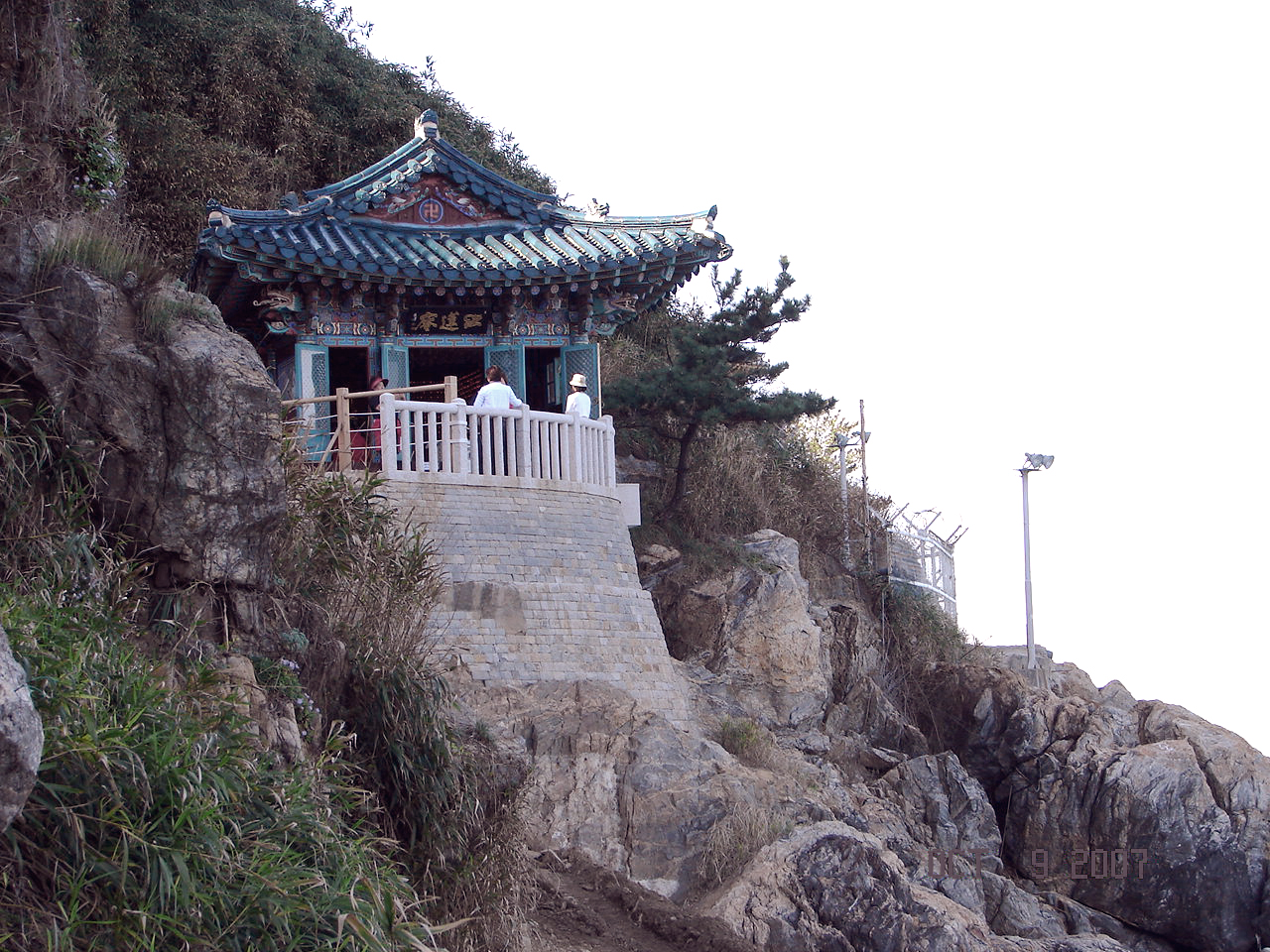
동굴 위에 바다를 보고 있는 홍련암
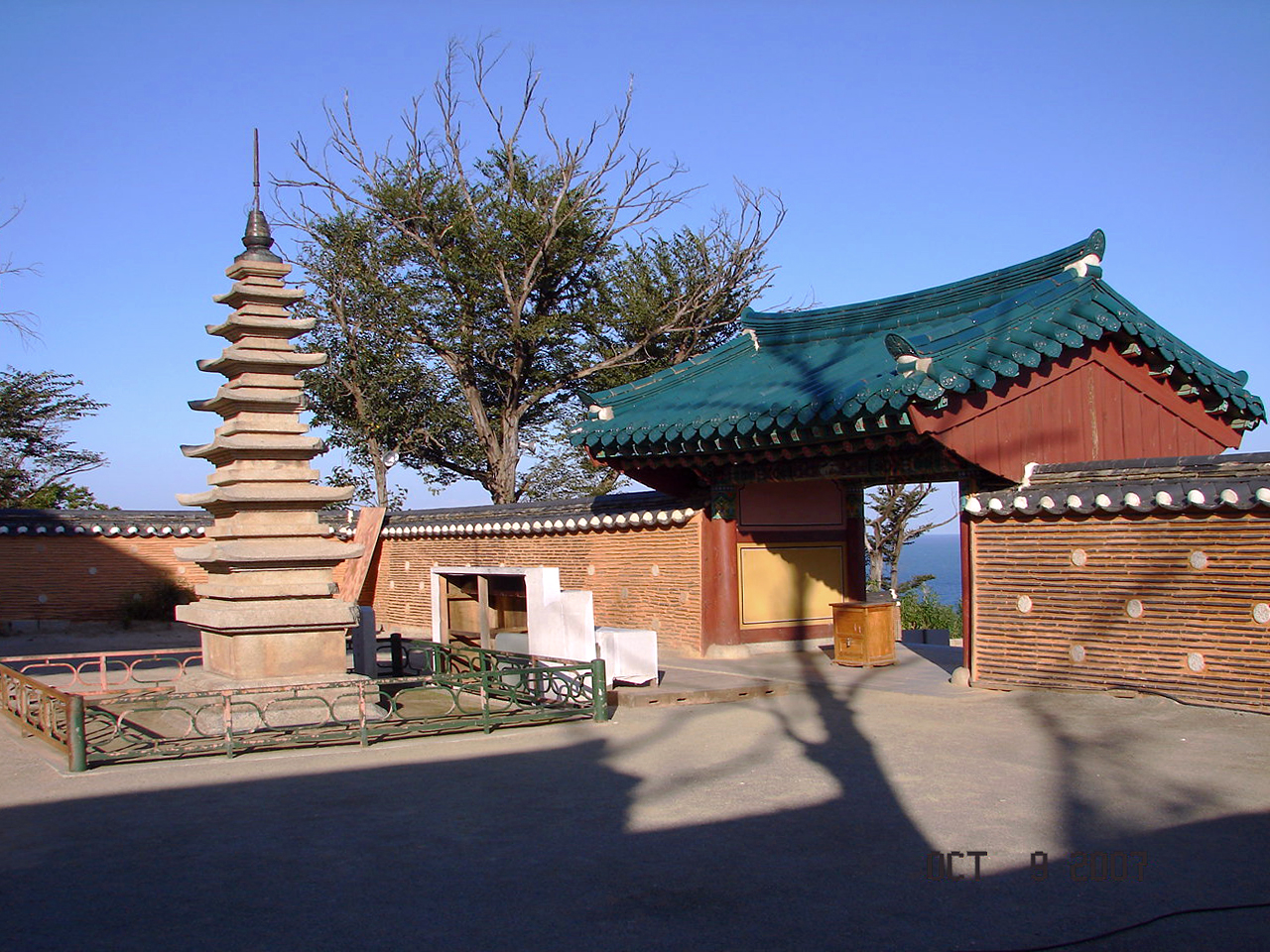
낙산사 7층석탑
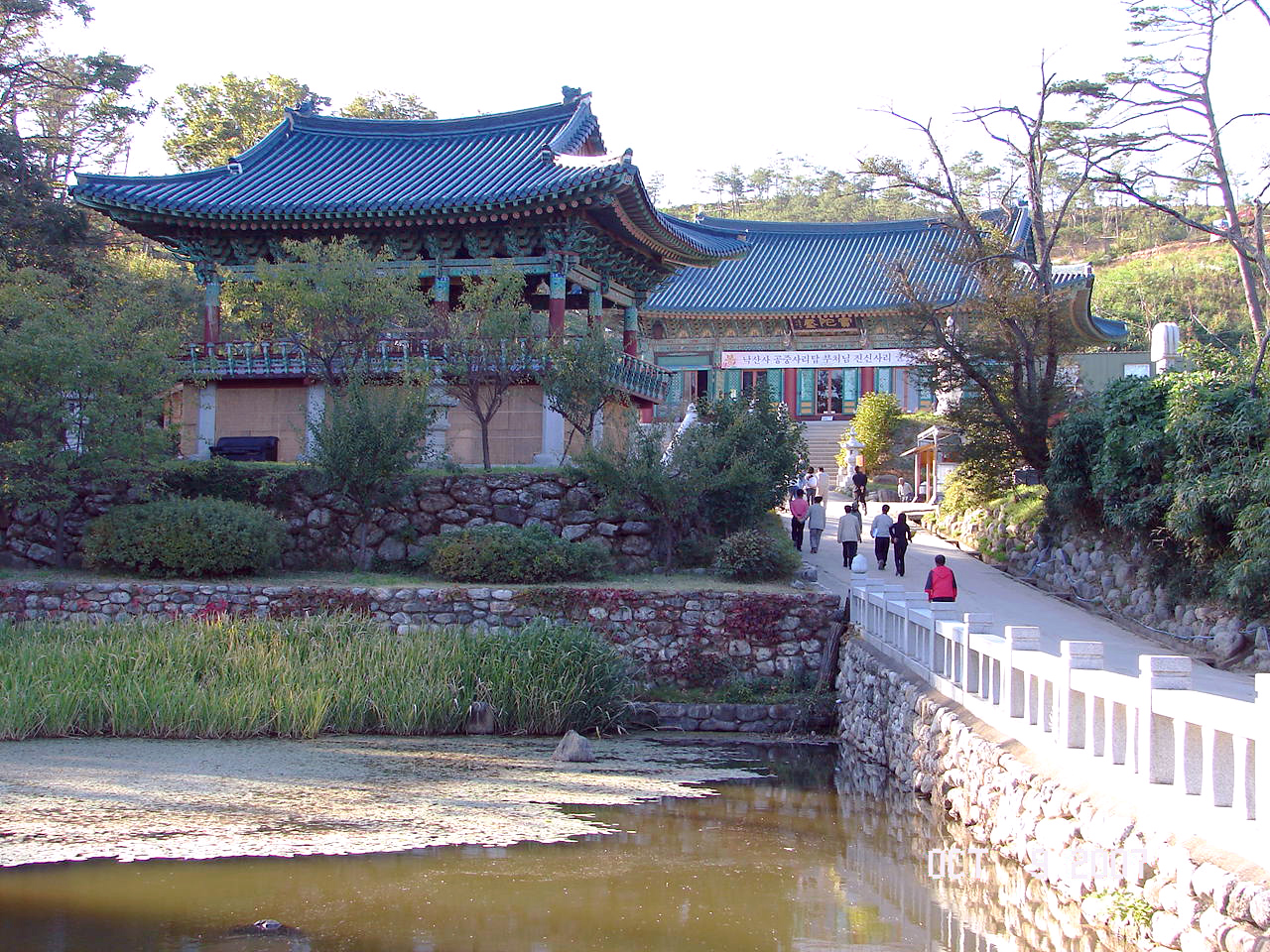
종탑
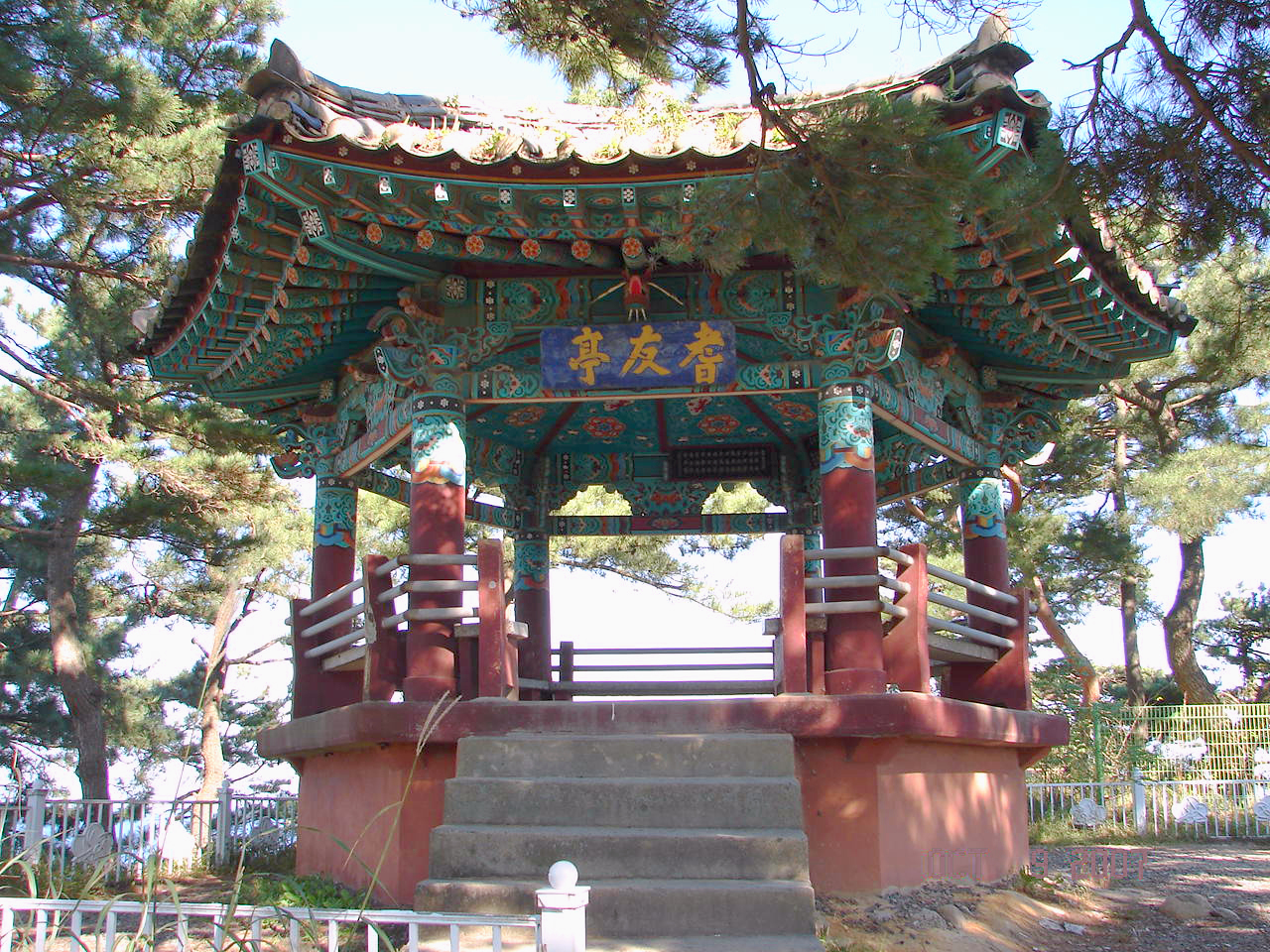
기우정
의상대 파노라마
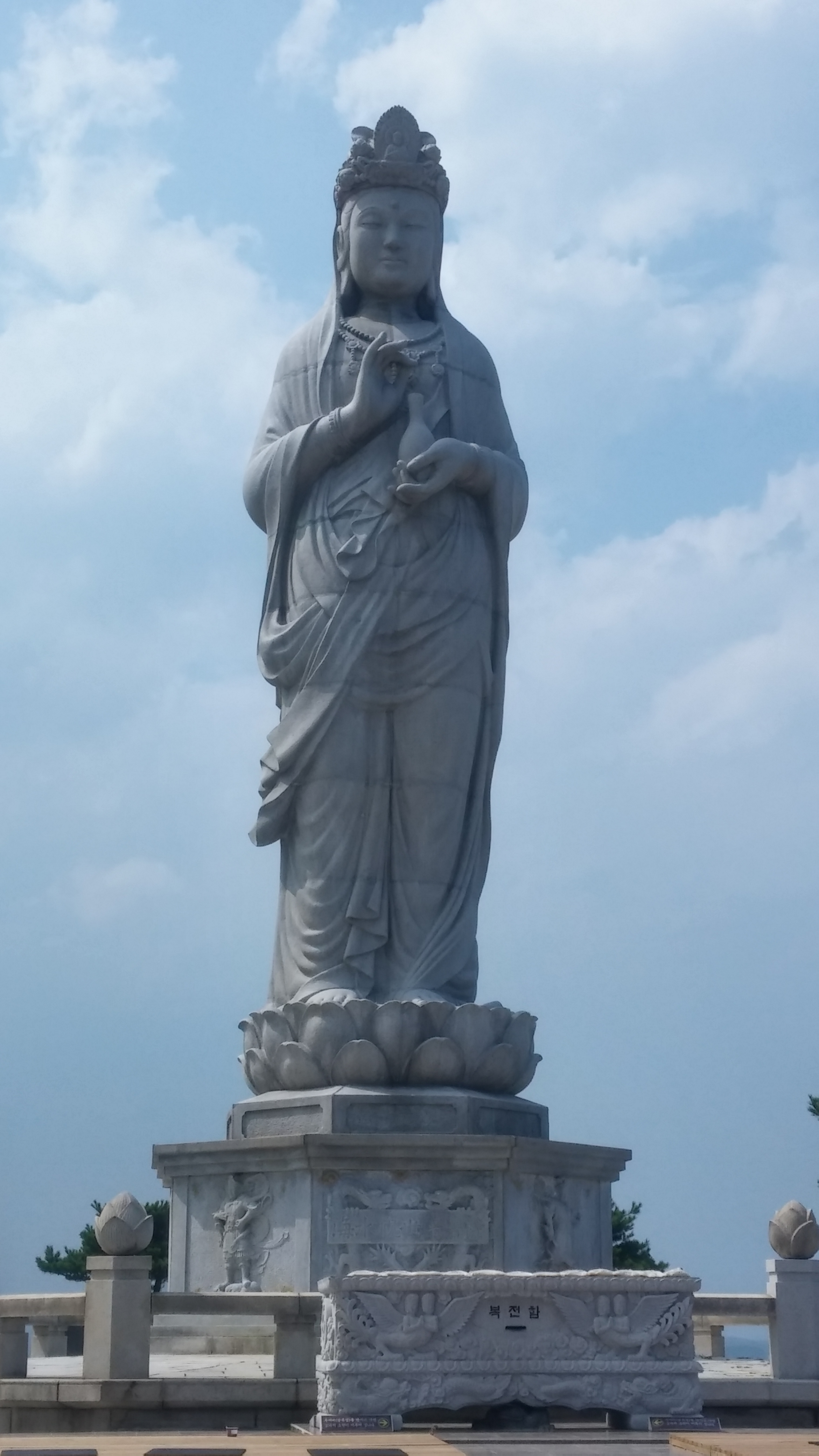
낙산사 해수관음상
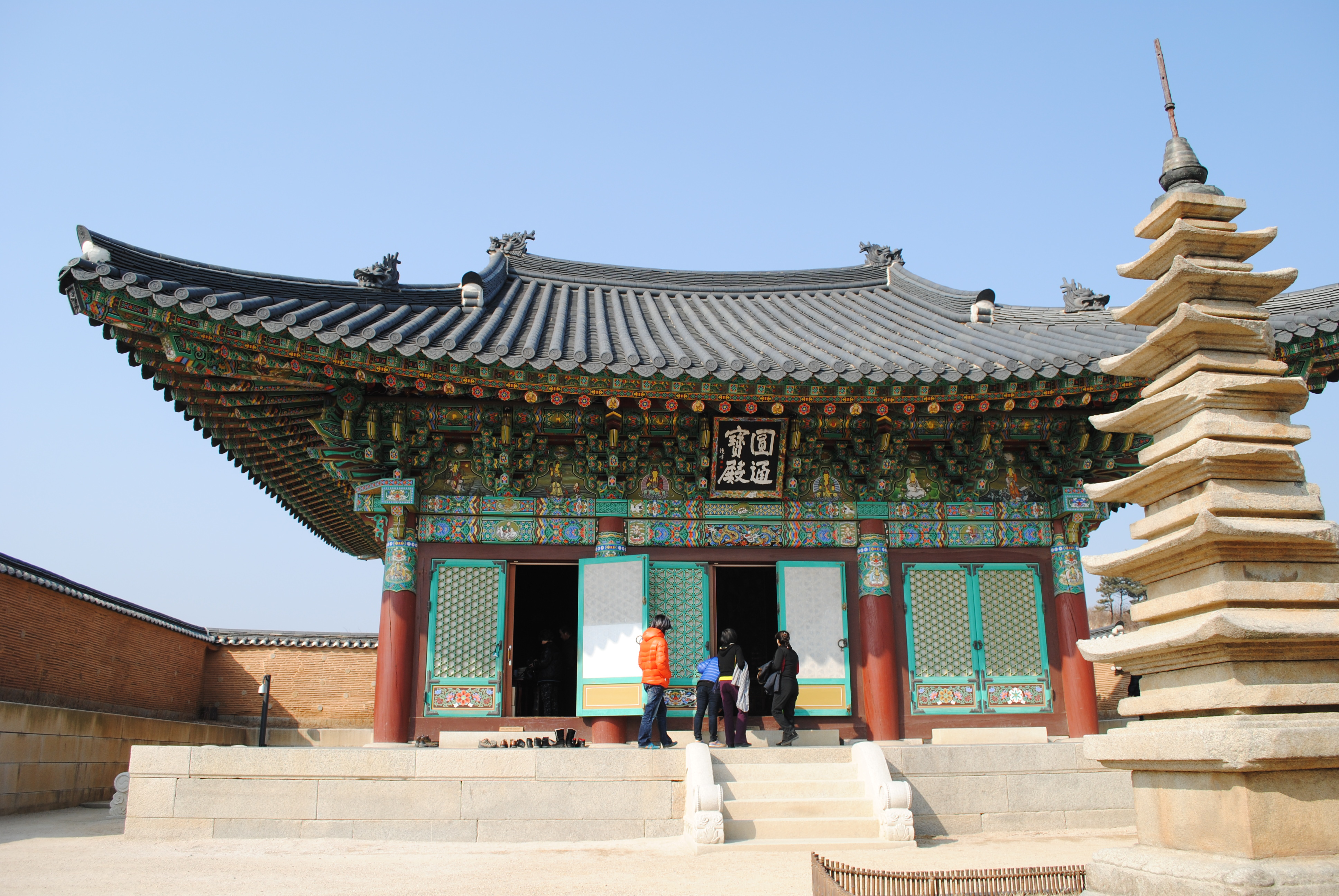
낙산사 원통보전
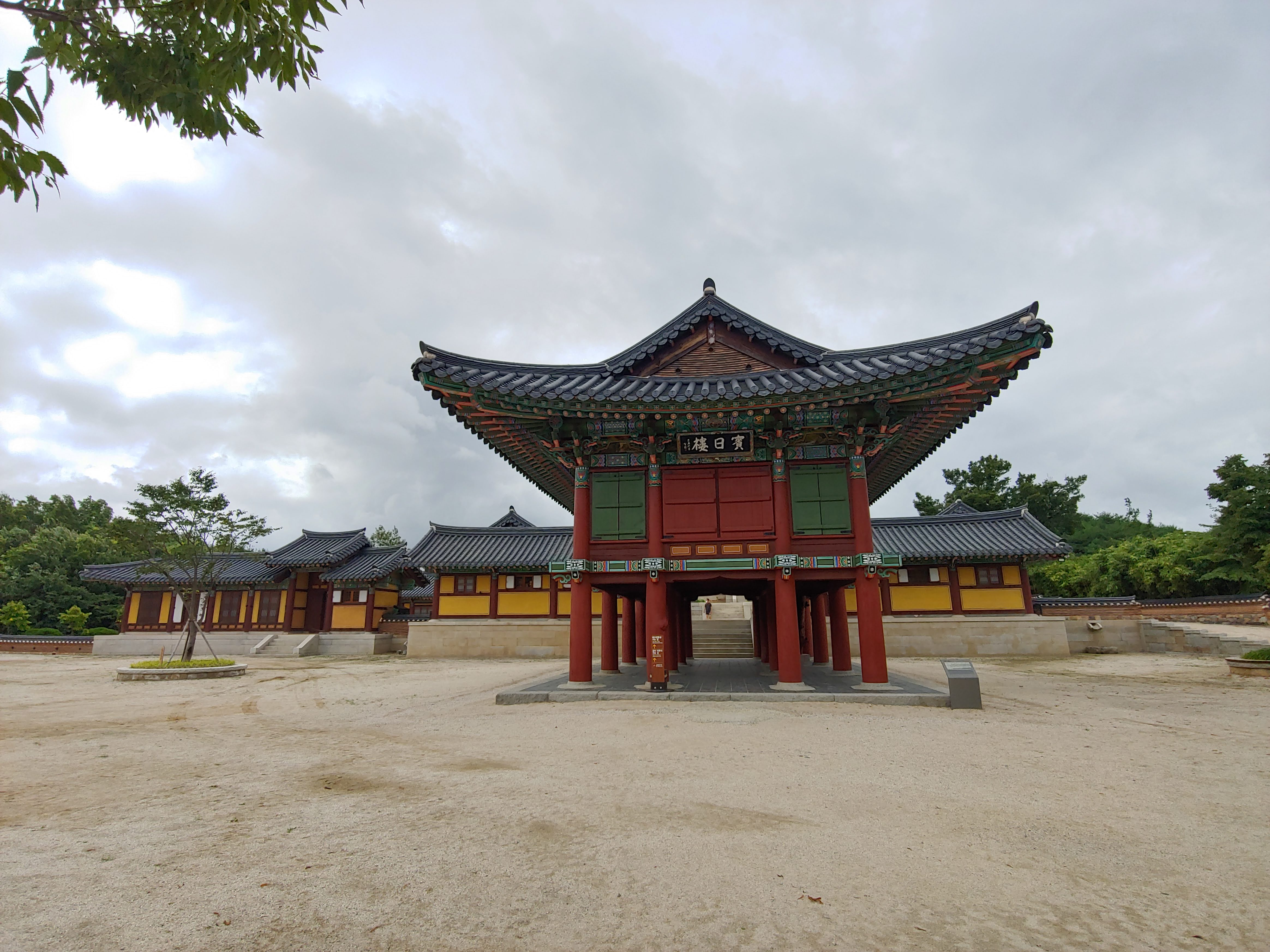
빈일루
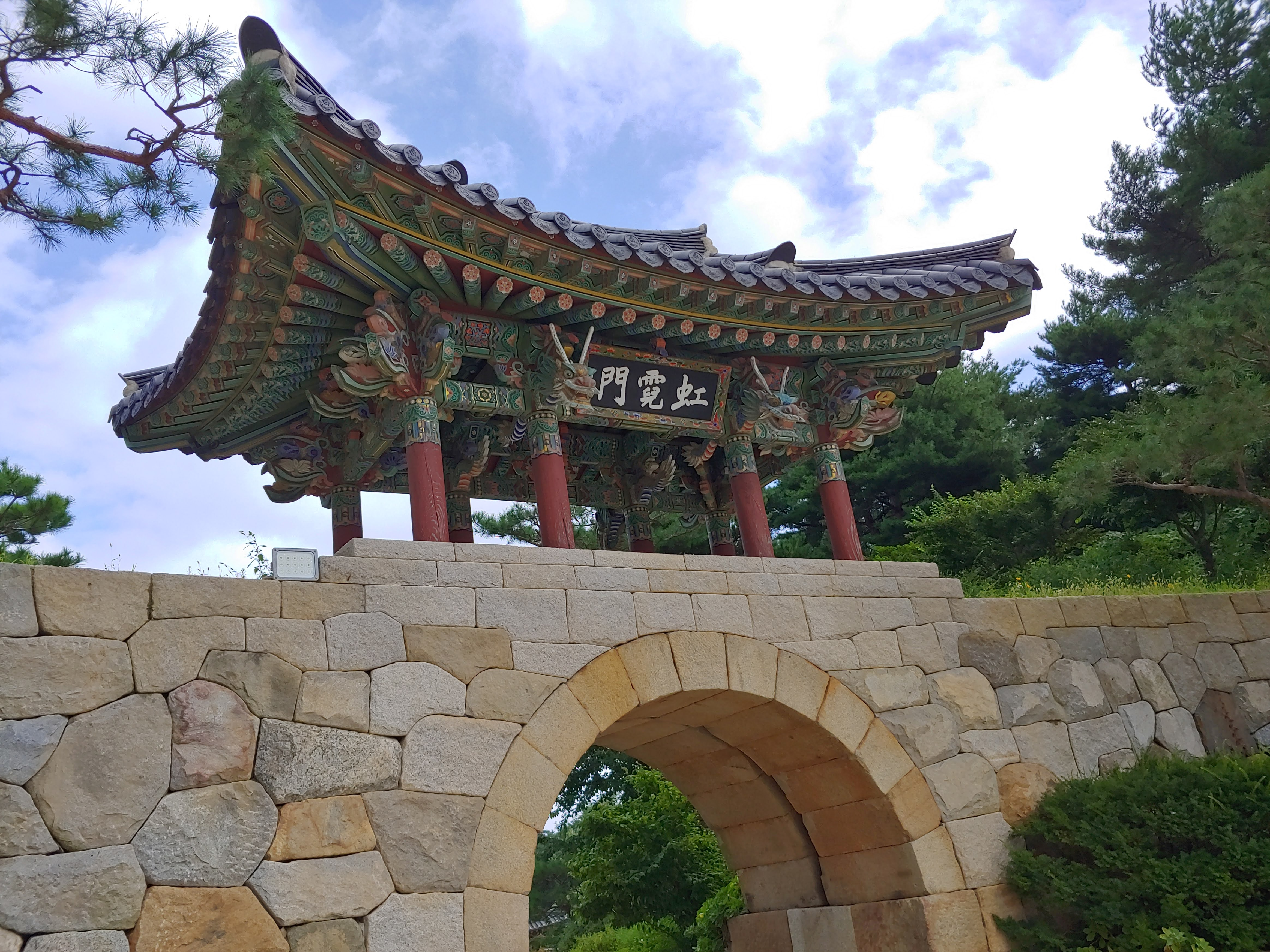
홍예문

### 낙산사 재건

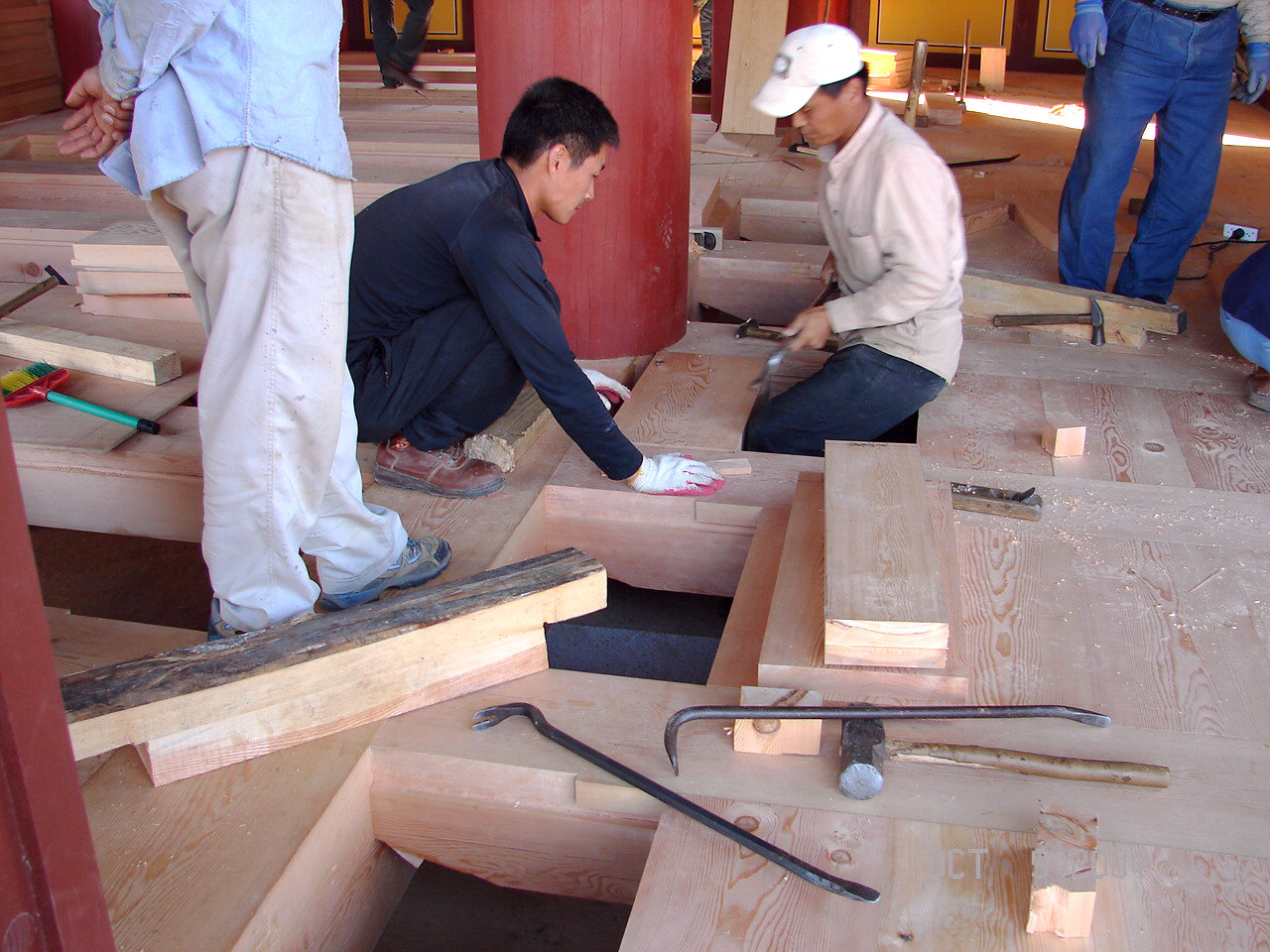
마루 작업을 하는 장인
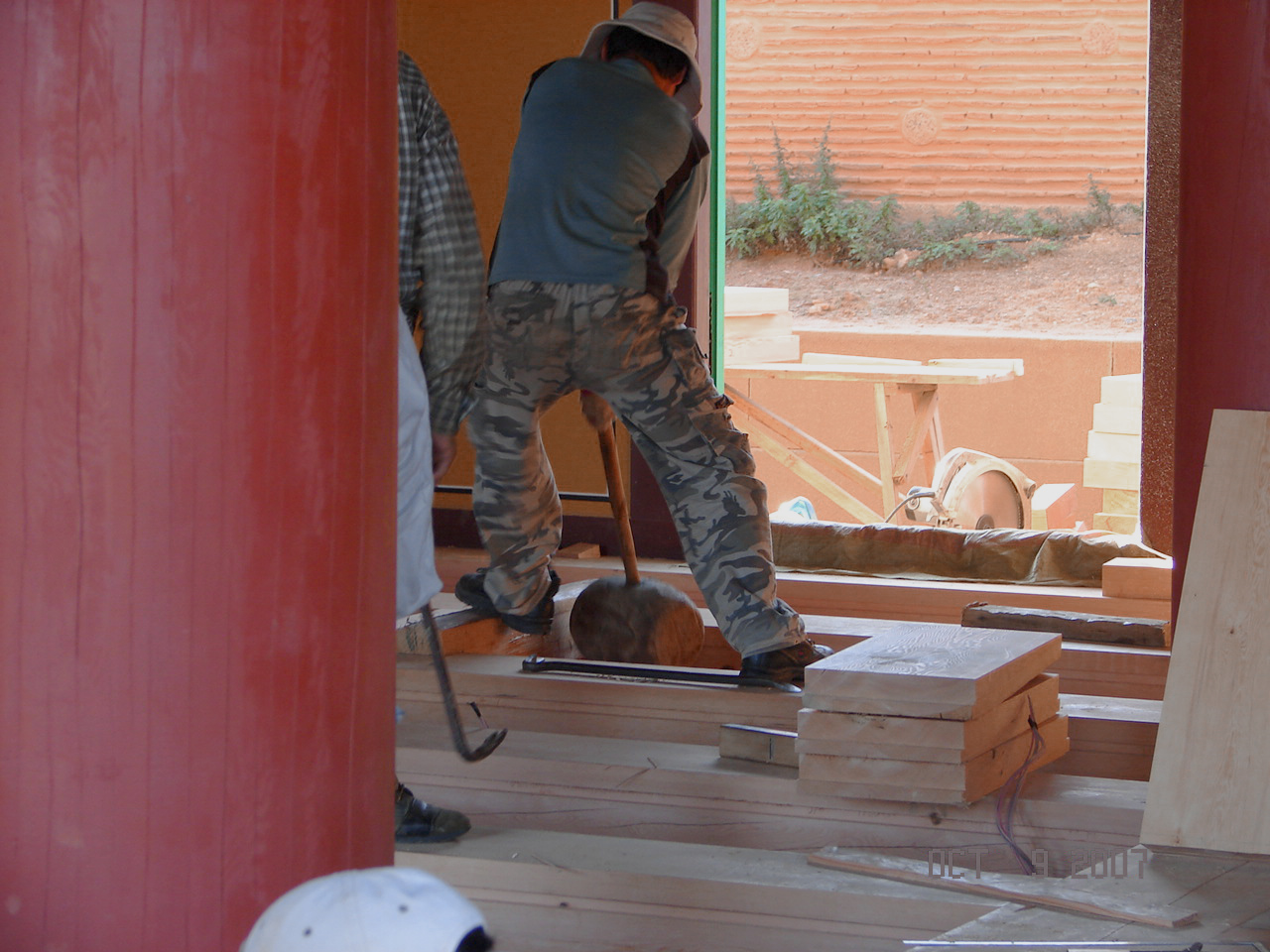
마루 작업을 하는 장인2
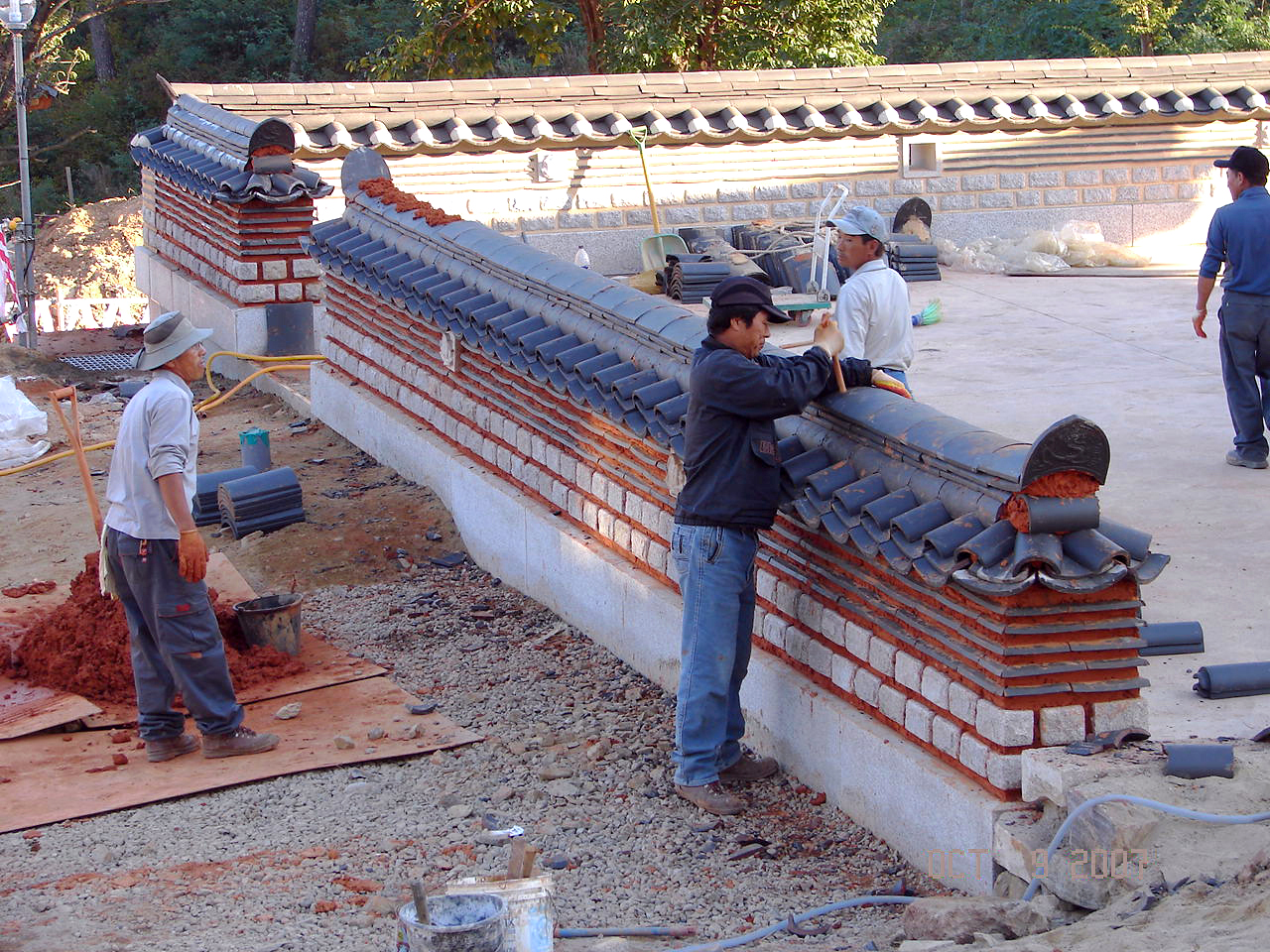
담벽 작업
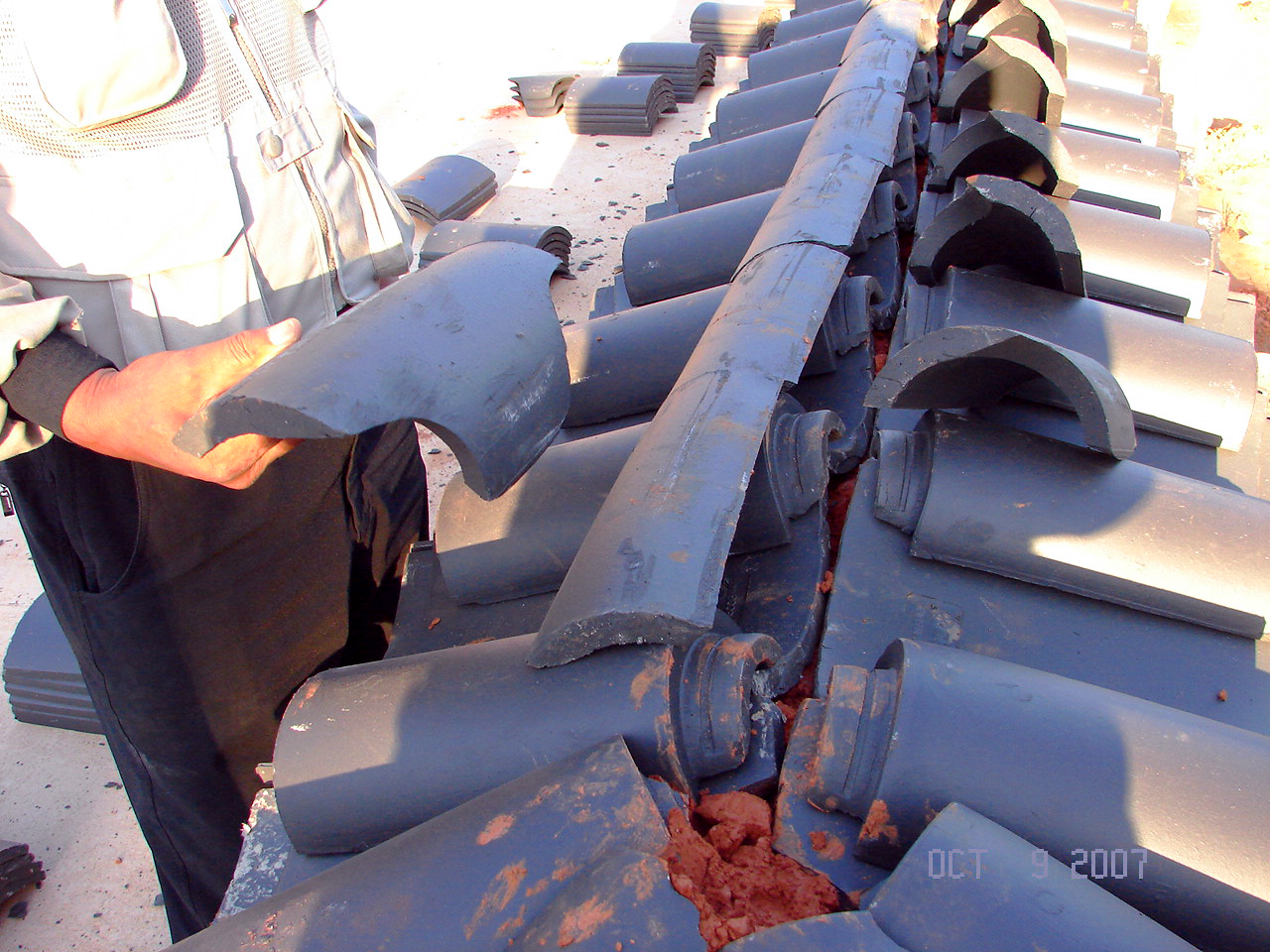
지붕 씌우기

## 같이 보기
- 대한민국의 종교